# مذياع الشعب
مذياع الشعب (بالألمانية: Volksempfänger) كان اسمًا يطلق على مجموعة من أجهزة المذياع التي طورها أوتو غرايسنغ بطلب من يوزف غوبلز.
كان الهدف من مذياع الشعب جعل تقنية الاستقبال الإذاعي متاحة لجميع أطياف الشعب، حيث أدرك جوزيف غوبلز أهمية هذه التقنية الجديدة في ذلك الوقت ولذلك عمل على أن يكون لها انتشار واسع.

## تاريخ

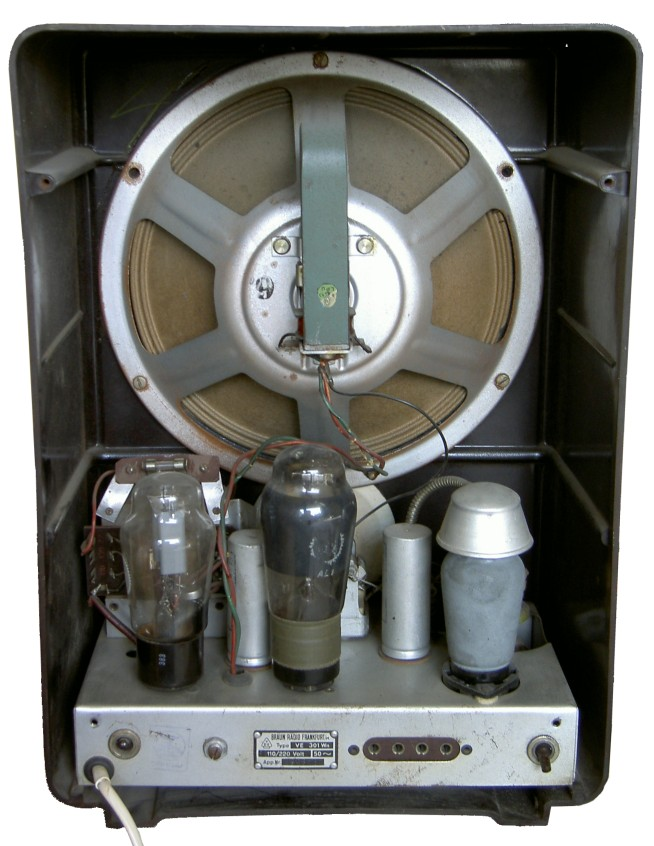
منظر لداخل راديو الشعب طراز VE301

تم عرض أول نموذج لمذياع الشعب VE-301 في 18 أغسطس، 1933 في معرض برلين الدولي للمذياع. وقد توافر VE-301 بثمن معقول يقدر بحوالي 76 رايخمارك ألماني، وبسعر 35 رايخمار للنموذج الأرخص، تم إنتاج نموذج DKE38 لاحقاً بالإضافة إلى تشكيلة من النماذج الأخرى.
تم تصميم كافة نماذج مذياع الشعب لاستقبال المحطات المحلية فقط، وذلك لضمان أن الدعاية النازية تصل بسهولة إلى فئات الشعب، بينما وسائط الإعلام الأخرى مثل خدمة بي بي سي العالمية تكون غير ممكنة الاستقبال. ولهذا فإن معظم طرازات مذياع الشعب لم تكن تستقبل الأمواج القصيرة ولم تكن تحذو حذو أجهزة المذياع الأخرى في ذلك الوقت في وضع علامات للإذاعات الأوروبية على موجه الموجات. تم وضع علامات للموجات الألمانية (والنمساوية في وقت لاحق) بينما بعض الطرازات الأرخص لم يكن لديها مبدل موجات على الإطلاق.
لقد كان يعتبر الاستماع إلى الإذاعات الأجنبية في عهد ألمانيا النازية جريمة من الجرائم، بينما في مناطق محتلة مثل بولندا فقد كان الاستماع للمذياع من قبل المواطنين غير الألمانيين خروجاً على القانون. تراوحت العقوبة من مصادرة جهاز المذياع والسجن، إلى عقوبة الموت خاصة في مراحل الحرب الأخيرة.

## تأثيرات
انتشر الكثير من الأقاويل حول كفاءة مذياع الشعب كأداة في الدعاية النازية. صرح وزير التسلح في عهد هتلر ألبرت سبير في خطابه الأخير في محكمة نورنبيرغ قائلاً.
| مذياع الشعب | لقد اختلفت دكتاتورية هتلر بنقطة أساسية عن كل الدكتاتوريات السابقة في التاريخ. لقد كانت دكتاتوريته هي الأولى في استخدام جميع الوسائط التقنية للسيطرة على بلده. لقد حرم 80 مليون شخص من التفكير الحر من خلال أجهزة تقنية مثل المذياع. وبهذا كان من الممكن إخضاعهم لإرادة شخص واحد. | مذياع الشعب |

## كتب ومطبوعات حول الموضوع
باللغة الألمانية:
- Ansgar Diller: Der Volksempfänger. Propaganda- und Wirtschaftsfaktor. In: Mitteilungen des Studienkreises Rundfunk und Geschichte 9/1983, S. 140-157
- Michael P. Hensle: Rundfunkverbrechen. Das Hören von "Feindsendern" im Nationalsozialismus, Metropol: Berlin 2003, ISBN 3-936411-05-0
- Wolfgang König: Der Volksempfänger und die Radioindustrie. Ein Beitrag zum Verhältnis von Wirtschaft und Politik im Nationalsozialismus. In: Vierteljahreshefte für Sozial- und Wirtschaftsgeschichte 90/2003, S. 269-289
- Wolfgang König: Mythen um den Volksempfänger. Revisionistische Untersuchungen zur nationalsozialistischen Rundfunkpolitik. In: Technikgeschichte 70/2003, S. 73-102
- Wolfgang König: Volkswagen, Volksempfänger, Volksgemeinschaft. "Volksprodukte" im Dritten Reich: Vom Scheitern einer nationalsozialistischen Konsumgesellschaft, Ferdinand Schöningh: Paderborn et al. 2004, ISBN 3-506-71733-2
- Conrad F. Latour: Goebbels' "außerordentliche Rundfunkmaßnahmen" 1939-1942. In: Vierteljahrshefte für Zeitgeschichte 11/1963, S. 418-435.
- Daniel Mühlenfeld: Joseph Goebbels und die Grundlagen der NS-Rundfunkpolitik. In: Zeitschrift für Geschichtswissenschaft 54/2006, S. 442–467.
- Uta C. Schmidt: Der Volksempfänger. Tabernakel moderner Massenkultur. In: Inge Marßolek/Adelheid von Saldern (Hg.): Radiozeiten. Herrschaft, Alltag, Gesellschaft (1924-1960), Vlg. f. Berlin-Brandenburg: Potsdam 1999, S. 136-159, ISBN 3-932981-44-8
- Kilian J. L. Steiner: Ortsempfänger, Volksfernseher und Optaphon. Entwicklung der deutschen Radio- und Fernsehindustrie und das Unternehmen Loewe 1923-1962, Essen: Klartext Vlg. 2005, ISBN 3-89861-492-1